# 新诺精工
安徽新诺精工股份有限公司，简称新诺精工，是一家位于安徽省黄山市的民营企业，主要从事数控机床的研发制造，主要产品有立式、卧式和龙门加工中心及数控车床，系国家高新技术企业、国家级专精特新“小巨人”企业。
公司前身为“上海第七机床厂”，始建于1928年，由胡厥文创办于上海。1958年开始生产铣床，1966年作为“小三线”企业迁至黄山市徽州区。1987年改名为“安徽省皖南机床厂”，2003年改制成为民营企业并更名为“黄山皖南机床有限公司”。2013年，公司“山字牌”商标获“中国驰名商标”称号。2017年，因股份制改革需要，通过对黄山皖南机床有限公司收购重组成立安徽新诺精工股份有限公司。